# Goat River (Fraser River)
Der Goat River ist ein 55 km langer linker Nebenfluss des Fraser River in der kanadischen Provinz British Columbia.

## Flusslauf
Der Goat River entspringt in den nördlich-zentralen Cariboo Mountains, 4,5 km nordöstlich des Isaac Lake. Er strömt anfangs 12 km nach Norden und wendet sich dann auf den folgenden 15 km nach Osten. Von links mündet der Macleod Creek, von rechts der North Star Creek in den Goat River. Dieser strömt auf den unteren 28 km in nordöstlicher Richtung durch das Gebirge. Der Milk River, größter Nebenfluss, mündet rechtsseitig in den Goat River. Der British Columbia Highway 16 (Yellowhead Highway) überquert den Goat River 8 km oberhalb der Mündung. Die Bahnstrecke der Canadian National Railway kreuzt den Fluss unmittelbar vor dessen Mündung in den Oberlauf des Fraser River. Die Mündung liegt 35 km nordwestlich der Ortschaft McBride.
Der Fluss entwässert ein Areal von 665 km². Im Osten des Einzugsgebietes befindet sich der West Twin Provincial Park.